# Ministerstvo spravedlnosti Ruska

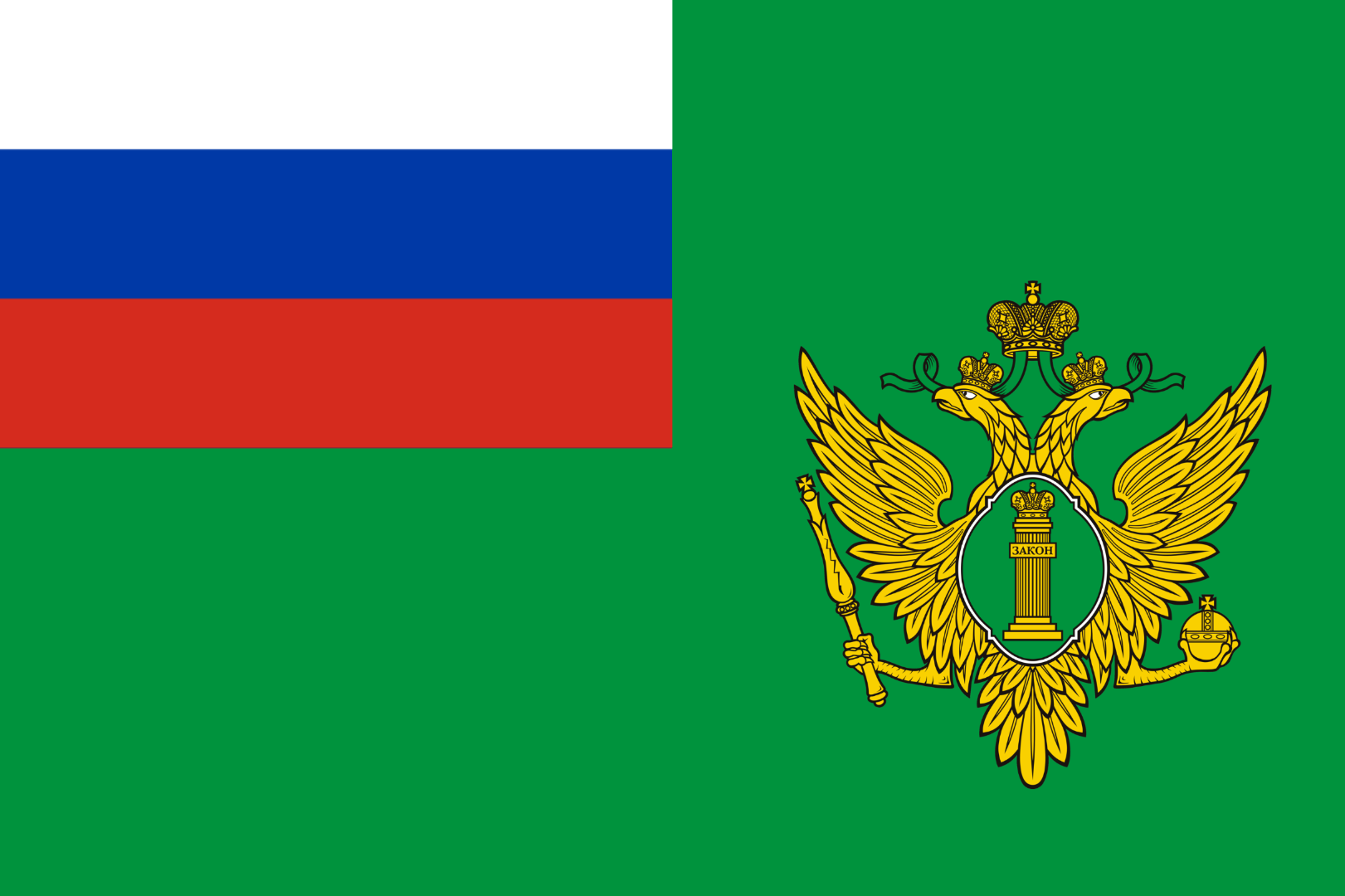
Vlajka ministerstva spravedlnosti Ruska

Ministerstvo spravedlnosti Ruské federace (rusky: Министе́рство юсти́ции Росси́йской Федера́ции, zkráceně Миню́ст Росси́и, Minjust Rosíji) je federální výkonný orgán, který předkládá návrhy a provádí politiku ruské vlády v justiční oblasti.
Podřízenými úřady jsou Federální vězeňská služba (FSIN) a  
Federální služba soudních vykonavatelů (FSSP).
Ke zřízení ministerstva spravedlnosti Ruského impéria došlo 20. září 1802 za vlády cara Alexandra I., prvním aktem reformy úřadů v podobě Prohlášení o zřízení ministerstev. Ministr spravedlnosti působil také ve funkci generálního prokurátora. Jako první úřad v letech 1802–1803 zastával ruský básník a politik Gavrila Romanovič Děržavin. V rámci Ruské federace začalo ministerstvo působit ode dne platnosti Ústavy (články 128 a 129), tj. od 16. května 1992. Kontrolu nad ministerstvem vykonává ruský prezident, který jmenuje členy vlády.
V lednu 2020 se ministrem spravedlnosti stal právník Konstantin Čujčenko, člen Jednotného Ruska.

## Působnost
Podle prezidentského dekretu č. 1313 z 13. října 2004 do působnosti ministerstva patří právní regulace, včetně systému trestní justice, registrace neziskových organizací, včetně poboček mezinárodních organizací a zahraničních neziskových organizací. Ministerstvo rovněž registruje nevládní organizace, politické strany, další veřejná sdružení a náboženské organizace.
Jedná se o ústřední orgán státní správy pro advokátní komoru a notáře. Dohlíží také na soulad při uplatňování soudní praxe s obvyklými, zavedenými postupy a odpovídá za boj s korupcí. Ministerstvo poskytuje bezplatnou právní pomoc veřejnosti.

## Ministři spravedlnosti Ruské federace
| Ministr | Ministr        | Ministr             | Subjekt        | Období v úřadu    | Období v úřadu   | Prezident | Prezident        |
| ------- | -------------- | ------------------- | -------------- | ----------------- | ---------------- | --------- | ---------------- |
|         |                | Nikolaj Fjodorov    | nezávislý      | 25. prosince 1991 | 24. března 1993  |           | Boris Jelcin     |
|         |                | Jurij Kalmykov      | nezávislý      | 24. března 1993   | 7. prosince 1994 |           | Boris Jelcin     |
|         |                | Valentin Kovaljov   | nezávislý      | 5. ledna 1995     | 2. července 1997 |           | Boris Jelcin     |
|         |                | Sergej Stěpašin     | nezávislý      | 2. července 1997  | 29. března 1998  |           | Boris Jelcin     |
|         |                | Pavel Krašeninnikov | nezávislý      | 29. března 1998   | 17. srpna 1999   |           | Boris Jelcin     |
|         |                | Jurij Čajka         | nezávislý      | 17. srpna 1999    | 23. června 2006  |           | Boris Jelcin     |
|         | Vladimir Putin | Jurij Čajka         | nezávislý      | 17. srpna 1999    | 23. června 2006  |           |                  |
|         |                | Vladimir Ustinov    | nezávislý      | 23. června 2006   | 12. května 2008  |           |                  |
|         |                | Alexandr Konovalov  | Jednotné Rusko | 12. května 2008   | 21. ledna 2020   |           | Dmitrij Medveděv |
|         | Vladimir Putin | Alexandr Konovalov  | Jednotné Rusko | 12. května 2008   | 21. ledna 2020   |           |                  |
|         |                | Alexandr Konovalov  | Jednotné Rusko | 12. května 2008   | 21. ledna 2020   |           |                  |
|         |                | Konstantin Čujčenko | Jednotné Rusko | 21. ledna 2020    | úřadující        |           |                  |